# 萨多韦 (扎波罗热区)
48°1′35″N 36°2′53″E / 48.02639°N 36.04806°E
薩多韋（烏克蘭語：Садове）是位於烏克蘭東南部的村莊，由扎波羅熱州扎波羅熱区的新米科拉伊夫卡市鎮負責管轄。該村距離霍爾利茨凱1.5公里，始建於1925年，面積0.003平方公里，海拔高度116米，2001年人口48。